# Trần Văn Trung (cầu thủ bóng đá)
Trần Văn Trung (sinh ngày 27 tháng 1 năm 1998) là một cầu thủ bóng đá chuyên nghiệp người Việt Nam hiện thi đấu ở vị trí tiền vệ cho câu lạc bộ Công an Hà Nội tại giải vô địch quốc gia Việt Nam.

## Danh hiệu

### Câu lạc bộ
Công an Hà Nội
- V. League 1:

 Vô địch: 2023